# هرلد هاسال
هرلد هاسال (به انگلیسی: Harold Hassall) بازیکن فوتبال زادهٔ ۴ مارس ۱۹۲۹ اهل کشور انگلستان که سابقهٔ بازی در تیم ملی فوتبال انگلستان را در کارنامهٔ خود دارد. وی در تاریخ ۱۴ آوریل ۱۹۵۱ نخستین بازی ملی خود را در مقابل تیم ملی فوتبال اسکاتلند انجام داد و با حضور در ۵ بازی ملی، در تاریخ ۱۱ نوامبر ۱۹۵۳ واپسین بازی ملی‌اش را در برابر تیم ملی فوتبال ایرلند شمالی برگزار کرد.
این بازیکن توانسته در بازی‌های ملی، ۴ گل به ثمر برساند.